# 奧斯汀鎮區 (密蘇里州卡斯縣)
奧斯汀鎮區（英語：Austin Township）是位於美國密蘇里州卡斯縣的一個行政鎮區。

## 地方資料
奧斯汀鎮區的面積為132.47平方千米，當中陸地面積為131.37平方千米，而水域面積為1.10平方千米。根據2020年美國人口普查的數據，當地共有人口2245人，而人口密度為每平方千米16.95人。